# Desert View Highlands
Desert View Highlands – jednostka osadnicza w Stanach Zjednoczonych, w stanie Kalifornia, w hrabstwie Los Angeles. Wchodzi w skład obszaru metropolitalnego Los Angeles.